# 진천읍
진천읍(鎭川邑)은 대한민국 충청북도 진천군의 군청 소재지로 진천군 교통의 중심지이다.

## 개요
진천군의 중앙부에 위치하고 있으며, 미호강 유역의 분지 내에 발달한 소도읍이다. 많은 농산물이 생산되는데, 그 중에서도 쌀, 담배가 많으며 부근 생산물의 집산지이다. 부근에는 김유신 장군의 위패를 모신 길상사, 송강 정철의 위패를 모신 송강사우, 영수암, 진천저수지 등의 명승 고적이 있으며, 이 밖에 이월면 성주산 마루턱에는 근 1천 마리의 백로가 날아와서 반 년을 여기서 지내는 진풍경을 볼 수 있다. 군내에는 초등학교 20개교, 중학교 6개교, 고등학교 4개교가 있다.

## 법정리
- 가산리
- 건송리
- 교성리
- 금암리
- 문봉리
- 벽암리
- 사석리
- 산척리
- 삼덕리
- 상계리
- 상신리
- 성석리
- 송두리
- 신정리
- 연곡리
- 원덕리
- 읍내리, 1리 ~ 7리
- 장관리
- 지암리
- 행정리

## 교육
- 한국바이오마이스터고등학교
- 진천상업고등학교
- 진천고등학교
- 우석대학교 진천캠퍼스 (교성리)

## 주거
| 단지명                 | 건설사                | 시행사         | 주소                 | 주소   | 입주       | 비고     |
| ---------------------- | --------------------- | -------------- | -------------------- | ------ | ---------- | -------- |
| 진천 교성주공          | ㈜한양                | 대한주택공사   | 진천읍 중앙서로 89   | 교성리 | 2000년 9월 |          |
| 진천 신정주공          | ㈜금광기업 ㈜거동건설 | 대한주택공사   | 진천읍 문화2길 12    | 신정리 | 2006년 3월 | 국민임대 |
| 진천 영화블렌하임      | 영화건설㈜            | 영화건설㈜     | 진천읍 농다리로 1422 | 신정리 | 2008년 6월 |          |
| e편한세상 진천로얄하임 | ㈜디엘건설            | 대한토지신탁㈜ | 진천읍 문화로 404    | 성석리 | 2023년 7월 |          |
| 산호마을 오크힐        | ㈜산호                | ㈜산호         | 진천읍 성중로 57     | 성석리 | 2003년 2월 |          |

## 교통
- 진천시외버스터미널
- 진천 나들목
- 진천역은 대구광역시에 있다.

## 유통
- 생거진천전통시장

## 기관
- 진천경찰서
- 한국도로공사 충북본부
- 진천군립도서관
- 진천교육도서관
- KT 진천지점
- 진천군민회관
- 진천군 농업기술센터
- 진천교육지원청